# Орловски, Алиса
Алиса Орловски (нем. Alice Orlowski, 30 сентября 1903, Берлин, Германия — 1976, Дюссельдорф, Германия) — надзирательница нескольких концлагерей нацистской Германии на территории оккупированной Польши. Осуждена как военная преступница.

## Работа в концлагерях
В 1941 году Орловски начала обучение на должность надзирателя в концентрационном лагере Равенсбрюк. В октябре 1942 года она была выбрана в качестве одной из надзирательниц в лагере Майданек возле Люблина. Там она вместе с Герминой Браунштайнер стали одними из самых жестоких надзирательниц. Они регулярно заполняли грузовики женщинами для отправки в газовые камеры. Известен случай, когда они бросили забытого ребёнка в грузовик, как багаж. Также Орловски часто принимала новые партии прибывавших женщин-пленниц, крайне жестоко обращаясь со всеми узницами. В Майданеке Алиса получила повышение до начальницы сортировочных пунктов. Орловски держала под наблюдением более 100 женщин, которые сортировали отобранные у пленников часы, меха, пальто, золото, драгоценности, деньги, игрушки, очки и т. д.. Когда лагерь эвакуировали, Орловски была направлена в концлагерь Плашов, близ Кракова. Там Алиса отличалась особой жестокостью: била узниц хлыстом по лицу всего лишь за неосторожно сказанное слово. Комендант лагеря Амон Гёт поручил Алисе на хранение документы, касающиеся расстрелов в лагере. В начале января 1945 года Орловски вместе с другими членами «свиты СС» была отправлена в концлагерь Аушвиц-Биркенау, сопровождая узников, идущих «маршем смерти» . Во время «марша смерти» из Аушвица в город Водзислав-Слёнски отношение Алисы Орловски к заключённым стало более гуманным — она успокаивала заключённых, спала рядом с ними на земле и приносила им воду. Некоторые историки полагают, что такое поведение Алисы было связано с предчувствием окончания войны, и что она предвидела скорый суд над собой в качестве военной преступницы. В конечном итоге Орловски оказалась на новом месте службы в Равенсбрюке в качестве надзирателя.

## Судьба после войны
В мае 1945 года Орловски была арестована советскими войсками и экстрадирована в Польшу. В 1947 году она предстала перед судом в городе Освенцим как военная преступница, и была приговорена к пожизненному заключению. Но в 1957 году Орловски была досрочно освобождена, отбыв срок в 10 лет, и вернулась в Германию на территорию ФРГ. Однако в 1975 году Алиса снова оказалась на скамье подсудимых во время «3-го процесса Майданека». В 1976 году Алиса Орловски умерла во время судебного заседания, в возрасте 73 лет. В мае того же года все дела в отношении неё были прекращены. 